# Ronnigeria arctica
Ronnigeria arctica är en svampart som först beskrevs av Cornelius Anton Jan Abraham Oudemans, och fick sitt nu gällande namn av Franz Petrak 1947. Ronnigeria arctica ingår i släktet Ronnigeria och familjen Leptopeltidaceae.  Arten är reproducerande i Sverige. Inga underarter finns listade i Catalogue of Life.